# Dante Colle
Alec Mark Kompanik más conocido como Dante Colle (Addison, Illinois, 2 de agosto de 1994) es un actor pornográfico estadounidense y modelo para adultos de pornografía homosexual.

## Biografía
Cuando tenía 17 años entró en el negocio de la pornografía al responder a un anuncio en Backpage para luego comenzar a filmar para Corbin Fisher. Previo a este trabajo, siempre se ha descrito a sí mismo como una persona  homosexual.
En 2013 firmó un contrato de 4 años con el estudio de cine para adultos gay utilizando el alias Ryder, tras cuyo término cambió su perspectiva sobre la sexualidad, la cual quería explorar.
Desde 2018 también filma películas porno bisexuales y transgénero, un ejemplo es para WhyNotBi? y TransSensual, pero es conocido principalmente como un artista gay debido a los años anteriores de su trabajo. En una entrevista, se describió que se identifica como homosexual, por lo que solo tiende hacia los hombres.
Para la edición de enero de 2021 de XBIZ World, escribió una columna sobre filmar en la industria gay, se describió a sí mismo como hay ya como lo antes mencionado solo le gustan los hombres, también mencionó que solo le gusta ser más el Pasivo.
En 2020, Colle ganó los premios Grabby a Artista del año junto a Michael Del Ray y al mejor trasero junto a Flex Xtremmo, Klein Kerr, Kris De Fabio, Dani Robles, Andy Star, Edward Terrant, Rex Cameron, Mick Stallone, Dante Drackis, Ariel Vanean, Carter Woods, Quin Quire, Brandon Cody, Roman Todd, Clark Parker, Arad Winwin, Quentin Gainz, Nick Sandell, Alex Cutcher, Patrick Leblanc, Nils Tatum, Vince Torres, Guille Choa, Juan Betancourt, Jon Kortajarena, Maximus Jr. y Vadim Black este último con quien tiene una buena amistad ya que en el vídeo Power Yoga le dio masajes en las nalgas algo que a Dante Colle le relaja y le excita al mismo tiempo, otra curiosidades sobre Dante es qué también le encanta que le hagan Anilingus como se puede ver en los vídeos de Power Yoga, Captain Rapid, Spot Me y Men Pleasere Trailer entre otros, su posición sexual favorita es hacer de montar a su pareja en el acto sexual y también cuándo graba osea la de vaquero en esta posición siempre pide que le hagan spanking erótico mejor dicho nalgadas eróticas. También le gusta usar mucho pantalones muy ajustados con los cuales sobresalgan sus grandes nalgas que según el son su principal atractivo aparte a Dante Colle no le gusta usar mucho ropa interior ya que le incomoda y le gusta dormir completamente desnudo, incluso la mayor parte del tiempo en su casa se la pasa desnudo. También estuvo representado con cuatro actores en la película documental Pornstar Pandemic sobre el impacto de la pandemia de COVID-19 en el trabajo de los actores porno y además filmó una "experiencia de novio" sin género y relacionada con el usuario OnTheTelly para el estudio de realidad virtual VRFanService.
En los Premios XBIZ de 2021, fue nombrado primero en la nueva categoría de Artista del año neutral en cuanto al género (las categorías de Artista masculino/femenino del año se mantuvieron al mismo tiempo), que anteriormente no tenía nominados y los de XBIZ y la industria. compañeros se decidió.